# Käkimaa
Käkimaa est une île d'Estonie.